# محطة قطار جاتراباتى شيواجى

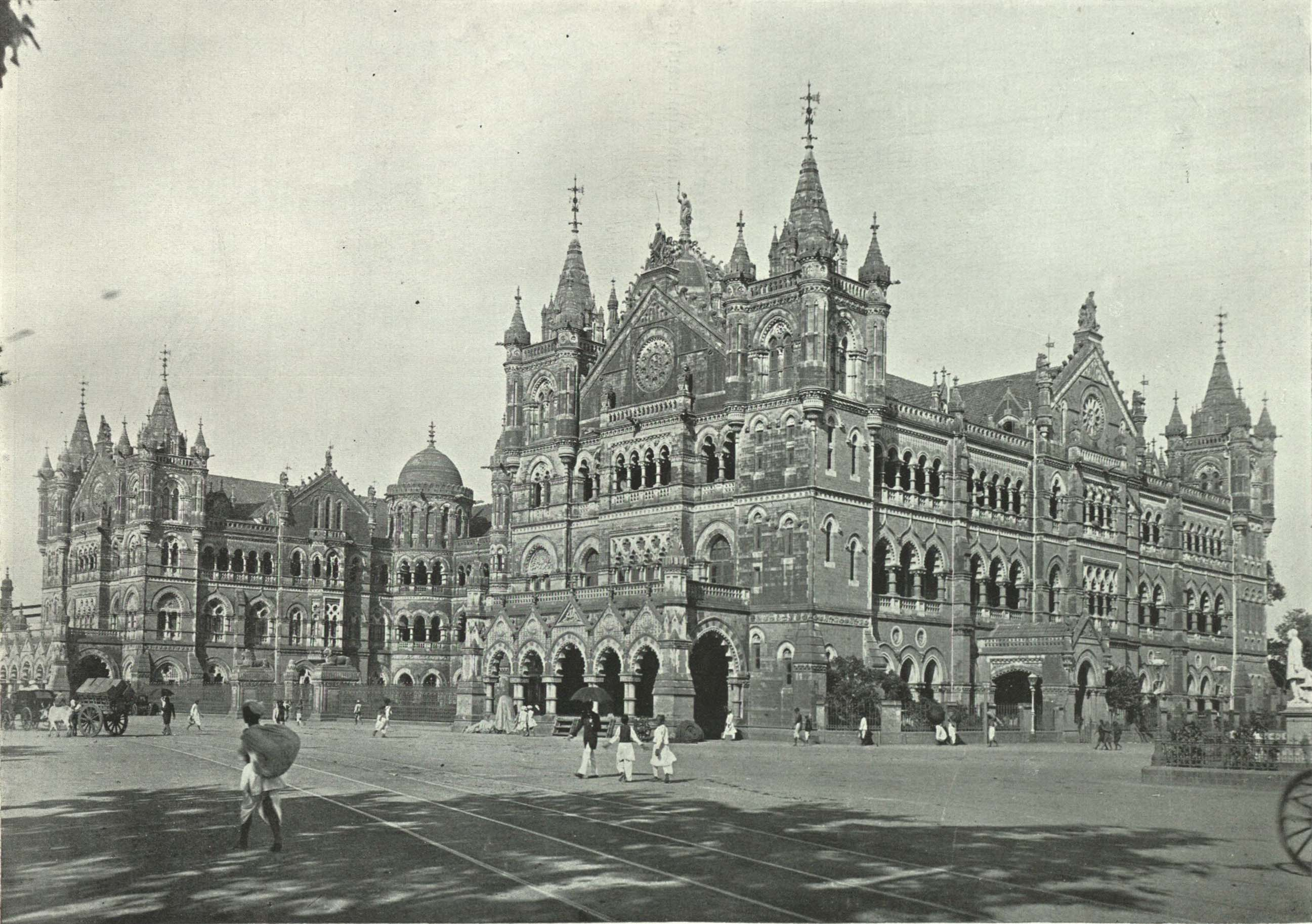
محطة قطار جاتراباتى شيواجى في عام 1905

 محطة جاتراباتي شيواجي (بمبئى) الهند  (بالفارسية: پايانه چاتراپاتي شيواجي، بالإنجليزية: Chhatrapati Shivaji Terminus railway station) ،، محطة القطارات (سكة حديد) في مدينة بومباي الهندية، في السابق كانة تعرف بأسم  محطة فكتوريا  ، تيمناً باسم الملكة فيكتوريا .
لقد تم بناء هذه المحطة أبان حكم الراج البريطاني لشبه القارة الهندية ، وقد صمم المهندس البريطاني فردريك ويليام استيونز تصميم المبنى، وبدأ العمل في عام 1878 للميلاد، وأُنجز في عام 1897 للميلاد.
هذا المبنى الجميل والتاريخي يقع في وسط مدينة بومباي العاصمة التجارية للهند، لقد تم افتتاح المبنى رسمياً يوم تتويج الملكة فيكتوريا ملكة بريطانيا العظمى ، و بهذه المناسبة سميت باسم  محطة فيكتوريا Queen Victotia Terminus railway station .
وفي عام 1996 تم تغيير اسم « محطة فكتوريا » إلى اسم محطة جاتراباتي شيواجي وهو مؤسس حكم « امپراتوري مراتا الهندي » الذي حاربت حكم الاستعمار البريطاني للهند.

## انظر أيضًا

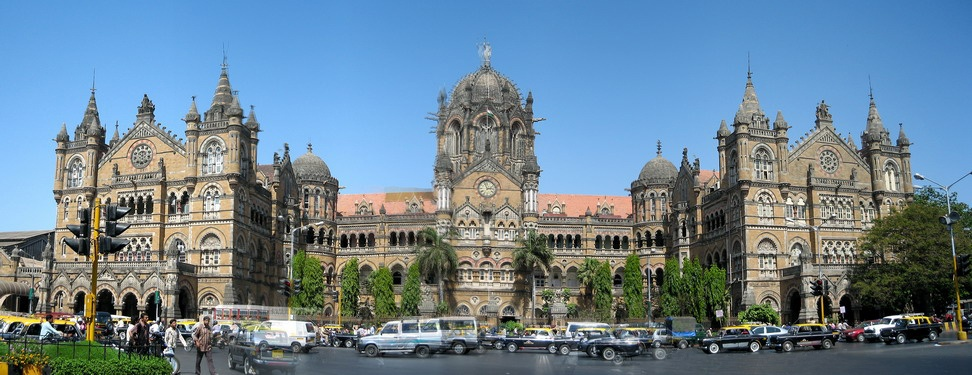
منظر بانورامي محطة قطار جاتراباتى شيواجى في مدينى بومبي